# Винкелбах
Винкелбах (њем. Winkelbach) општина је у њемачкој савезној држави Рајна-Палатинат. Једно је од 192 општинска средишта округа Вестервалд. Према процјени из 2010. у општини је живјело 234 становника. Посједује регионалну шифру (AGS) 7143313.

## Географски и демографски подаци
Винкелбах се налази у савезној држави Рајна-Палатинат у округу Вестервалд. Општина се налази на надморској висини од 302 метра. Површина општине износи 1,3 km². У самом мјесту је, према процјени из 2010. године, живјело 234 становника. Просјечна густина становништва износи 175 становника/km².

## Међународна сарадња
| Мјесто          | Држава | Врста сарадње | Од    |
| --------------- | ------ | ------------- | ----- |
| Кибуц Еин Харод | Израел | контакт       | 1985. |
| Извор           |        |               |       |